# Cadenza doppia
Als Cadenza doppia (italienisch doppia ‚doppelt‘) werden in der heutigen Musiktheorie Schlusswendungen bezeichnet, in der zwei Sopranklauseln zum gleichen Zielton unmittelbar aufeinanderfolgen, zuerst ohne, dann mit Synkopendissonanz. Die anderen Stimmen und insbesondere der Bass können dabei unterschiedlich gestaltet sein, indem sie diese Sopranklauseln auf unterschiedliche Weise kontrapunktieren, z. B.:
Bei den Varianten, bei denen der Bass auf einer langen Pänultima der Bassklausel liegen bleibt (im Notenbeispiel die ersten beiden Fälle), ergibt sich eine Besonderheit der Dissonanzbehandlung, die „konsonierende Quarte“: Die Quarte als Synkopendissonanz (3. Zählzeit zwischen Bass und Mittelstimme) bleibt aus der vorhergehenden unbetonten Zählzeit liegen und wird damit auf eine außerhalb von Kadenzen regelwidrige Weise vorbereitet.
Diese Kadenzformel ist schon in Musik des 15. Jahrhunderts anzutreffen. Nicola Vicentino bezeichnete sie bereits 1555 als veraltet. Trotzdem ist sie in der Musik des 17. Jahrhunderts nahezu allgegenwärtig und ist auch in Musik der nächsten zwei Jahrhunderte noch häufig anzutreffen. So schließt z. B. der erste Abschnitt der Mondschein-Sonate Ludwig van Beethovens mit einer cadenza doppia:
Der Begriff wurde im 18. Jahrhundert in Neapel verwendet, insbesondere im Umfeld von Francesco Durante. Ältere historische Bezeichnungen sind u. a. Cadentia major perfectis (Georg Muffat) und Cadenza composta maggiore (Francesco Gasparini, Johann Gottfried Walther).